# Aall
Aall je norveški priimek.

## Znani nosilci priimka
- Anathon Aall, norveški filozof, psiholog, teolog in akademik
- Jacob Aall Bonnevie Bjerknes, norveško-ameriški meteorolog in fizik
- Jacob Aall, norveški zgodovinar in državnik
- Nils Aall Barricelli, norveško-italijanski matematik

- Hans Aall (1869–1946), norveški direktor muzeja
- Hans J. C. Aall (1806–1894), norveški politik
- Jørgen Aall (1771–1833), norveški lastnik ladje in politik
- Nicolai Benjamin Aall (1739–1798), norveški lastnik ladje in poslovnež
- Niels Aall (1769–1854), norveški lastnik nepremičnin, poslovnež in politik
- Jacob Bjerknes (1897–1975), norveški meteorolog, rojen Jacob Aall Bonnevie Bjerknes
- Jacob Aall Bonnevie (1838–1904), norveški pedagog in politik
- Jørgen Aall Flood (1820–1892), norveški politik
- Jakob Larsen (1888–1974), ameriški klasični učenjak, rojen Jacob Aall Ottesen Larsen
- J. A. O. Preus (1883–1961), ameriški politik, rojen Jacob Aall Ottesen Preus
- J. A. O. Preus II (1920–1994), ameriški verski voditelj, rojen Jacob Aall Ottesen Preus II